# Diccionari enciclopèdic d'historiografia catalana
El Diccionari enciclopèdic d'historiografia catalana és un diccionari enciclopèdic d'historiografia de Catalunya, en format digital, publicat pel Grup Enciclopèdia Catalana des de l'abril de 2017.
Es tracta d'una obra de referència que es basa en el diccionari homònim editat en paper l'any 2003, el Diccionari d'historiografia catalana. Entre els seus objectius es troben el de donar a conèixer la vida, l'obra i el pensament dels historiadors catalans i dels qui, tot i no ser-ho, han treballat o incidit en la historiografia catalana. Recull i explica tant les tendències, com les escoles i els conceptes historiogràfics, les característiques i les possibilitats dels fons dels grans centres bibliogràfics i documentals, les aportacions de les institucions científiques i dels centres d'estudis locals, les revistes i publicacions i les obres cabdals de la historiografia catalana. El diccionari va comptar amb més de 250 especialistes dirigits per Antoni Simon i Tarrés, catedràtic d'Història Moderna de la Universitat Autònoma de Barcelona (UAB). juntament amb Jordi Casassas i Ymbert i Enric Pujol i Casademont com a codirectors i amb Josep Termes i Ardèvol com a assessor general. Entre el conjunt d'especialistes, caldria destacar, entre d'altres, Paul Freedman, Josep Maria Fullola Pericot, Antoni Josep Furió i Diego, Pierre Guichard, Marc Mayer i Olivé, Antoni Riera i Melis i Josep Maria Salrach i Marès en arqueologia i història antiga i medieval; Albert Balcells i González, Ernest Belenguer Cebrià, Jordi Casassas i Ymbert, Pere Molas i Ribalta, Borja de Riquer i Permanyer, Pedro Ruiz Torres, Eva Serra i Puig i Jaume Sobrequés i Callicó en història moderna i contemporània; Joan Becat i Rajaut, Josep Fontana i Lázaro, Ramon Garrabou i Segura, Thomas F. Glick, Santiago Riera i Tuèbols i Vicenç Maria Rosselló i Verger en història econòmica, geografia i història de la ciència; Lola Badia i Pàmies, Eulàlia Duran i Grau, Antoni Ferrando i Francès, Manuel Jorba i Jorba, Tomàs de Montagut i Estragués, Josep Maria Sans i Travé i Josep Maria Terricabras en història del dret, de la literatura, de la filosofia i en arxivística.
Pel que fa a l'àmbit geogràfic del Diccionari, aquest va molt més enllà de Catalunya, abastant al conjunt dels Països Catalans. Del total d'entrades, al voltant d'un 45 % es dediquen a qüestions pròpies de Catalunya, un 23 % fan referència al País Valencià, un 12 % posen el punt de mira en les illes Balears i un 6 % a la Catalunya Nord.